# Бархатово (Кемеровская область)
Бархатово — деревня в Топкинском районе Кемеровской области. Входит в состав Усть-Сосновского сельского поселения.

## География
Центральная часть населённого пункта расположена на высоте 199 метров над уровнем моря.

## Население
По данным Всероссийской переписи населения 2010 года, в деревне Бархатово проживает 247 человек (128 мужчин, 119 женщин).